# Ентеробіоз
Ентеробіо́з (лат. Enterobiasis, син. лат. Oxyuriasis — оксиуроз або оксиуріаз) — контагіозний антропонозний гельмінтоз з пероральним передаванням, спричинений гостриками, з переважною локалізацією гельмінтів у ілеоцекальній частині кишки, що проявляється періанальним свербінням, кишковими і нервовими розладами.

## Історичні відомості
Закам'янілі яйця гостриків знайшли в рештках життєдіяльності людей, які мають давність 9 тисяч років. Відомості про гостриків існують із стародавніх часів. У єгипетському папірусі (1,5 тис. років до н. е.) описані ці гельмінти. У V столітті до н. е. Гіппократ описав цього збудника у дітей. У IV столітті до н. е. Аристотель визначав 3 різних гельмінти, яких він бачив у людей, серед яких був і гострик. Цього гельмінта з наукових позицій вперше описав та систематизував шведський біолог Карл Лінней у 1758 році У 1853 році англійський лікар Д. Ліч назвав рід Enterobius (від комбінації поєднання грец. enteron — кишка, грец. bios — життя). Видова назва vermicularis, що походить від лат. vermis — черв, черв'як, личинка (гострик), відома з раннього середньовіччя. У 1865 році німецький зоолог Рудольф Лейкарт та 3 його студенти шляхом самозараження встановили, що ентеробіоз не є біогельмінтозом. Через три роки німецький патолог Фрідріх Альберт фон Ценкер виявив гостриків на слизовій кишки людини.
Ентеробіоз спостерігають в усіх кліматично-географічних зонах, але найпоширеніший він у країнах з помірним кліматом, де уражає іноді до 90 % населення певних країн. Поширення ентеробіозу залежить від санітарного стану житла, установи та особистих гігієнічних навичок людей.

## Етіологія
Збудник ентеробіозу Enterobius vermicularis (гострик людський) належить до роду Oxyuris, родини Oxyuridae, типу Nematoda. Це один з 4-х гельмінтів в Україні, якій здатний паразитувати у людей та може бути помічений самим зараженим.
Гострик — молочно-білий веретеноподібний гельмінт, довжина самця 3—5 мм, самиці — 9—12 мм. У самця хвостовий кінець гачкоподібно загнутий на вентральний бік, у самиці загострений, звідки й назва «гострик». Ці гельмінти мають присмоктувальний апарат, який забезпечує фіксацію дорослих гельмінтів до стінки кишки. Дорослі гельмінти населяють нижній відділ тонкої кишки і проксимальний відділ товстої. Як правило, паразитують тільки самиці, самці після копуляції виділяються з випорожненнями. Харчуються гельмінти вмістом кишок і є факультативними гематофагами. Чисельність паразитуючих у кишці особин широко варіює від декількох десятків до сотень і тисяч. Інтенсивні інвазії пов'язані з повторними самозараженнями.
Статева система самиці складається з парного яєчника, матки, яка в безкисневому середовищі кишки людини перебуває у спазмованому стані. Тому самиці, перебуваючи в просвіті кишки, яєць не виділяють. Самиці гостриків, матка яких переповнилася яйцями, втрачають здатність прикріплюватися до слизової кишки, спускаються в пряму кишку, активно виходять через анальний отвір, відкладають яйця на періанальних складках і гинуть. Процес яйцекладки займає від 15 хвилин до 1,5 години. Одна самиця здатна відкласти до 17 тисяч ще неінвазійних яєць, які протягом декількох годин стають інвазійними. Яйця гостриків мають двоконтурну оболонку, вони асиметричні — один бік їх опуклий, інший сплощений. Вони нестійкі до звичайних дезінфекційних засобів, ультрафіолетового опромінення, високої температури. Яйця, які пасивно виділились з фекаліями, не дозрівають.

## Епідеміологічні особливості

### Джерело інфекції
Джерело інвазії — хвора людина. Інвазовані люди є безпосередньо небезпечними для оточуючих.

### Механізм і фактори передачі
Механізм передачі інфекції — фекально-оральний, провідний шлях передачі — контактно-побутовий, основним фактором є руки, забруднені яйцями гельмінтів, а також контаміновані (забруднені) предмети побуту (дверні ручки, поверхня меблів, кухонного начиння, вікон та підвіконь, посуд, іграшки, дитячі горщики тощо), рідше — контаміновані харчові продукти. Можливе зараження дітей у плавальних басейнах. Не виключається можливість інфікування при вдиханні яєць з пилом. Яйця, відкладені самицями гостриків, дозрівають через 4—6 годин і стають інвазійними. Вони потрапляють на натільну і постільну білизну, накопичуються під нігтями при розчісуваннях і, при недотриманні гігієнічних правил, забруднюють навколишні предмети. Яйця гостриків відносно стійкі у зовнішньому середовищі і зберігають інвазійність до 2—4 тижнів. Зараження людини ентеробіозом відбувається при проковтуванні зрілих яєць гостриків, у яких містяться рухливі личинки.

### Сприйнятливий контингент й імунітет
Сприйнятливість дуже висока. Загальна тривалість життя гостриків з моменту зараження до виходу зрілих самиць для яйцекладки становить 1—2 місяці, однак внаслідок частої реінвазії ентеробіоз може тривати багато років. Імунітет не прояснений, однак у дорослих інвазія нерідко перебігає легше, ніж у дітей.

## Патогенез
Проковтнуті зрілі яйця досягають тонкої кишки, де личинки звільняються від оболонок. Після міграції в сліпу кишку личинки через 2—3 тижні дозрівають та починають новий цикл відкладання яєць. Виповзання гостриків відбувається частіше вночі, при засинанні і під час сну, коли м'язи сфінктера ануса дещо ослаблені. При значній вологості й неохайності навколо ануса яйцекладка затримується, і гострики продовжують переміщатися, заповзаючи іноді по промежині не тільки у вагіну, але навіть через матку, фаллопієві труби в порожнину малого тазу, черевну порожнину, де вони потрапляють й на очеревину. Всюди в цих місцях їх можна знайти інкапсульованими у вигляді гранульом. Іноді гострики пенетрирують стінку кишки ззовні аж до м'язового шару, утворюючи там гранульоми з епітеліоїдних, гігантських клітин і еозинофілів. Життя самиці, що відклала яйця, завершується, вона засихає, перетворюючись на безформну грудочку.
В основі патогенного впливу гостриків на організм людини лежить механічна дія гельмінтів на слизову оболонку кишки, пов'язана з подразненням механорецепторів і хеморецепторів при їх фіксації та руху. Подразнення ілеоцекальної ділянки призводить до можливості розвитку ентероколіту. При проникненні в червоподібний відросток гострики можуть стати причиною апендициту.
Механічний вплив гельмінтів на нервові закінчення періанальної ділянки призводить до вираженого свербіння і розчухування. У хворих, інвазованих гостриками, описані анальні і ректальні фістули, парапроктит. У свою чергу, свербіж, що виникає при русі гельмінтів, призводить до подряпин, саден, забруднення рук, потрапляння яєць у піднігтьове ложе, де умови для розвитку до інвазивної стадії також сприятливі. Внаслідок тривалого подразнення і розчухів на шкірі періанальної ділянки виникають дерматити і навіть тяжкі мокнучі та сухі екземи, які поширюються іноді далеко за межі промежини. Сильне подразнення періанальної ділянки може призвести до певних маніпуляцій на статевих органах, раннього пробудження статевого інстинкту, формуванню енурезу, дизурічних явищ. Продукти обміну речовин гельмінтів зумовлюють сенсибілізацію організму з розвитком алергії. Ектопічна міграція гостриків є причиною кольпіту, ендометриту, сальпінгоофориту. Гострики справляють негативний вплив на центральну нервову систему (ЦНС), особливо дітей, їх поведінку, інтелект, спричиняючи підвищену дратівливість, неуважність, погіршення запам'ятовування. Наявність гостриків призводить до порушення нормального складу мікрофлори кишки, інвазовані діти в 2,5—3 рази частіше хворіють на гострі кишкові інфекції. Ентеробіоз сприяє передачі інших контагіозних паразитозів: гіменолепідозу і лямбліозу, спричинює несприятливий перебіг вагітності, будучи причиною токсикозів та дерматозів. Через високу контагіозність інвазії небезпечним є можливість зараження новонароджених у післяпологовому періоді, періоді лактації.

## Клінічні прояви
У МКХ-10 ентеробіоз включили за кодом В80.

### Гостра фаза
Клінічні прояви ентеробіозу різноманітні і залежать від інтенсивності зараження, частоти реінвазії та індивідуальної реакції інвазованого. При первинній інвазії інкубаційний період становить 2 доби, гостра фаза триває 5—7 діб. Виповзання самиць гостриків відбувається через 35—75 днів. При симптомному перебігу основними клінічними симптомами гострої фази ентеробіозу є біль у животі, ранковий кишковий дискомфорт, нудота, часте оформлене випорожнення до 4 разів на добу, які залишаються таким до кінця інвазії.

### Хронічна фаза
Характер клінічних проявів у хронічній фазі неоднозначний. У частини інвазованих ентеробіоз немає скарг і відсутні клінічні прояви. Наявність симптоматики у хронічній фазі ентеробіозу залежить, насамперед, від інтенсивності інвазії і частоти супер- і реінвазії. При слабкій інвазії основною скаргою є періанальний свербіж, що виникає частіше ввечері перед сном, при засинанні, іноді біль у животі. Через 2—3 дні всі ці симптоми проходять і, як правило, повторюються кожні 3—4 тижні. Ця періодичність пов'язана із завершенням розвитку нового покоління гельмінтів у результаті реінвазії.
При більш інтенсивній та тривалій інвазії періанальний свербіж турбує інвазованого не тільки у вечірні та нічні години, а й у день. Посилюється біль у животі, частіше в ілєоцекальній ділянці, що може нагадувати біль при апендициті, виникають тенезми, метеоризм, рідке прискорене випорожнення. Нестерпний свербіж порушує сон. Як правило, є неврологічні симптоми, такі як головний біль, запаморочення, зниження пам'яті. Частіше страждають діти, вони стають примхливими, плаксивими, дратівливими, швидко втомлюються, погано засвоюють корисні навички. Нестійкість уваги, нездатність зосередитися знижує успішність, у дорослих — працездатність.

## Ускладнення
Розчухування хворими періанальної ділянки призводить до саден, вторинної бактеріальної інфекції шкіри, виникнення дерматитів, що обтяжує перебіг хвороби. До тяжких ускладнень ентеробіозу відносять апендицит, проктит і парапроктит, екземи періанальної ділянки з характерними для них симптомами, болісні вульвіти та вульвовагініти у дівчаток. Ентеробіоз спричинює негативний вплив на реакції поведінки і нервово-психічний розвиток дітей дошкільного віку. Описано випадки непритомності та епілептиформних нападів у дітей.

## Діагностика
Цілком достатнім для встановлення діагнозу вважають виявлення гостриків у фекаліях або на шкірі батьками хворої дитини або хворими дорослими у себе.
У непевних епізодах проводять специфічну гельмінтологічну діагностику. Дорослих рухливих самиць гостриків лаборант може побачити візуально на поверхні свіжовиділених фекалій хворого. Загальноприйняті копрологічні методи лабораторної діагностики гельмінтозів для виявлення ентеробіозу малоінформативні, оскільки через біологічні особливості самиці гостриків не відкладають яєць у просвіті кишки. Тому при дослідженні звичайного мазка фекалій яйця гостриків виявляються рідко. Яйця гостриків виявляють при мікроскопії матеріалу, отриманого з періанальних складок з використанням прозорої липкої стрічки за методом Грехема. Для достовірності результату дослідження проводять 3—5 разів. Для діагностики ентеробіозу у дорослих частіше користуються методом періанально-ректального зіскрібка сірником, відточеним у вигляді шпателя, або ватним тампоном на сірнику, змоченим в 50%-му водному розчині гліцерину або 1%-му розчині харчової соди. У лабораторії тампон змивають, споліскують у розчині, який центрифугують, отриманий осад наносять на скло і розглядають під мікроскопом. Зі шпателя-сірника матеріал зіскрібають на предметне скло для мікроскопії. З інших, раніше використовуваних методів лабораторної діагностики ентеробіозу, можна назвати метод Гіммельфарба, при якому в періанальну ділянку обстежуваного на ніч закладають невеликий ватний тампон. Вранці його пінцетом переносять у пробірку з водою, ретельно прополіскують, після чого центрифугують та розглядають осад під мікроскопом. Яйця гостриків нерідко вдається виявити і в зіскрібках з піднігтьових просторів.

## Лікування
Ефективними антигельмінтними препаратами при ентеробіозі є піперазина адипінат, левамізол, пірантел, мебендазол, альбендазол, які зареєстровані в Україні. У розвинених країнах застосовують ще івермектин. Курс лікування складається з 2—3 циклів з інтервалом 2 тижні.
Дегельмінтизацію слід поєднувати з симптоматичною і патогенетичною терапією. Так при свербінні призначають антигістамінні препарати внутрішньо, змащують періанальну ділянки мазями, що містить засоби, які зменшують свербіж.

## Профілактика
Необхідною умовою успішного лікування хворого на ентеробіоз є одночасне проведення поряд з терапевтичними заходами всього комплексу профілактичних заходів, що попереджають реінвазію. Це, перш за все, суворе дотримання особистого гігієнічного режиму не тільки хворим, але і всіма контактними в осередку. З огляду на високу контагіозність інвазії обстеженню на ентеробіоз підлягають усі контактні. Усі виявлені інвазовані в осередку мають пройти одночасну дегельмінтизацію.
До основних рекомендацій щодо санітарно-гігієнічного режиму в сімейних осередках ентеробіозу належать такі:
- чистота рук і нігтів, боротьба зі шкідливою звичкою гризти нігті, брати пальці в рот, миття рук з милом перед їжею — основа успішного лікування;
- інвазовані повинні спати в закритих трусах, щодня їх змінювати;
- обов'язкове підмивання періанальної ділянки водою з милом на ніч і вранці після сну, щоденне обмивання тіла, купання під душем, особливо вранці;
- за наявності свербежу в періанальній ділянці перед сном рекомендується содова очисна клізма, яка розрахована тільки на механічне видалення гельмінтів з прямої кишки (часникові, молочно-часникові, оцтові клізми застосовувати не рекомендується, тому що вони подразнюють слизову прямої кишки);
- щоденна зміна постільної білизни і її прасування гарячою праскою.

При безумовному і якісному виконанні цих рекомендацій хворий може звільнитися від інвазії й без медикаментозного лікування.
Ретельне проведення санітарно-гігієнічних заходів приводить до ліквідації ентеробіозу в осередку. Для попередження розсіювання яєць гостриків у зовнішньому середовищі та реінвазії під час лікування і в найближчі 3 дні після його закінчення необхідно особливо ретельно щодня проводити вологе прибирання приміщень з використанням мильно-содового розчину з наступним кип'ятінням ганчірок, здійснювати нагляд за дотриманням дітьми правил особистої гігієни. Килимові доріжки, паласи, ворсисту тканину диванів, крісел обробляти пилососом і прасувати через вологе ганчір'я гарячою праскою. Іграшки, що піддаються миттю, необхідно мити гарячою (не менше 60 °C) водою, інші іграшки краще прибрати.